# Bencao Gangmu

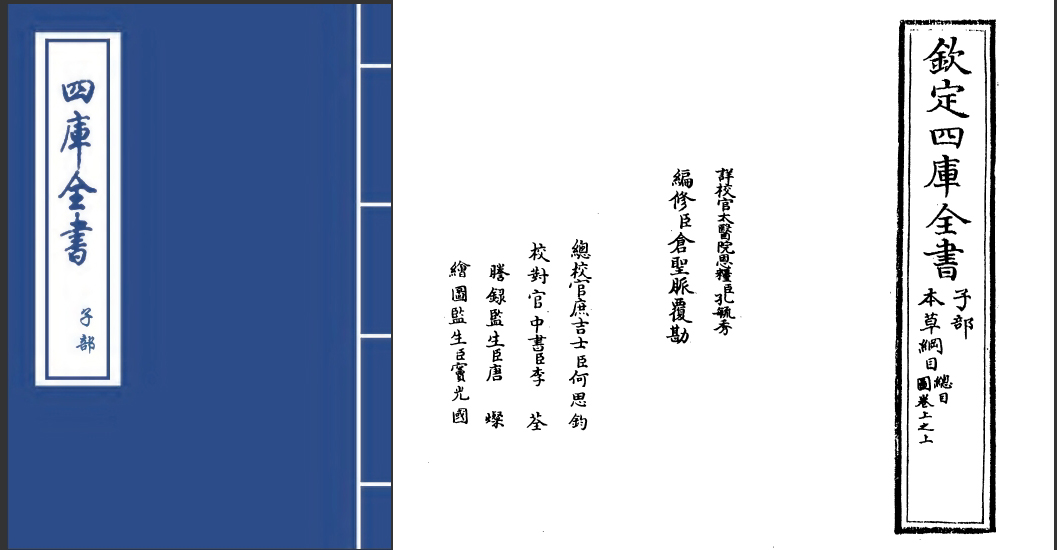
本草綱目

Das Bencao gangmu (chinesisch 本草綱目 / 本草纲目, Pinyin Běncǎo Gāngmù, W.-G. Pen3-ts'ao3 Kang1-mu4 – „Das Buch heilender Kräuter“, auch bekannt als Pên-Ts'ao Kang-Mu) aus dem 16. Jahrhundert ist das bekannteste historische Buch über chinesische Kräuter und Arzneidrogen.
Geschrieben wurde es von dem Gelehrten Li Shizhen (李时珍 / 李時珍) (1518–1593) auf der Basis des Shennong ben cao jing und einer Reihe weiterer alter Arzneibücher.
Das Werk wurde von der UNESCO in die Liste des Weltdokumentenerbes aufgenommen.

## Inhalt

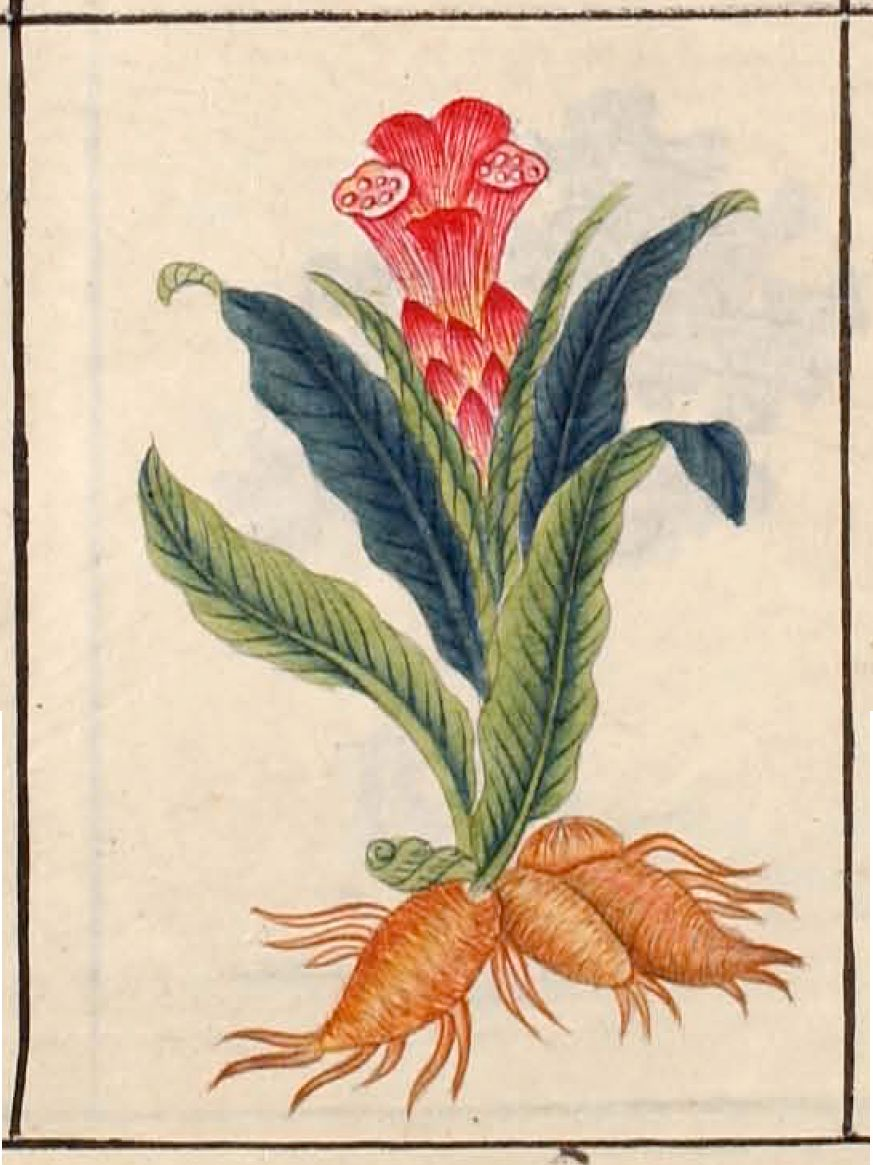
Illustration aus einer kolorierten späteren Ausgabe (ca. 1800)

Die erste vollständige Übersetzung in eine westliche Sprache erschien erst 2003. Li Shizhen nahm nur 347 der in der älteren Literatur verzeichneten 365 Arten von Arzneipflanzen in seinem Werk auf. Emil Bretschneider, ein russischer Arzt, der von 1866 bis 1883 in China lebte, schreibt, dass die Pflanzen und ihre Wirkungen aus Shennongs Beschreibung auch zu seiner Zeit noch allgemein bekannt waren und genutzt wurden.
Das Bencao gangmu stellt 347 natürliche Arzneistoffe dar, die in die Kategorien „pflanzlicher“, „animalischer“ und „mineralischer“ Natur eingeordnet sind. Dabei entfallen 239 auf die erste Gruppe, 65 auf die zweite und die restlichen 43 auf die letzte Gruppe. Behandelt wurden die Arzneistoffe in 47 Kapiteln. Das Buch gilt als eines der ersten kritischen Werke über die Materie der Pflanzenheilkunde und der Naturgeschichte.
Die Kräuter werden nach speziellen Kriterien klassifiziert und unterschieden:
- Geschmack
- thermische Eigenschaft
- Leitbahn-/Meridian- und Funktionskreis-/Organbezug
- spezielle Wirkung
- Indikation

Li Shizhen begann 1552 alle ihm bekannten und greifbaren Arzneimittelbücher durchzusehen und die relevanten Inhalte auszuwählen. Er brauchte für diese Arbeit 26 Jahre und präsentierte 1578 das Werk, nachdem er es dreimal umschreiben musste. Auf der Basis der erwähnten Arzneistoffe stellte er über 4000 pharmazeutische Rezepte vor, darunter etwa 300 von ihm selbst verfasste neue Rezepturen. Die Erstausgabe wurde postum im Jahre 1590 durch Li Shizhens Sohn herausgegeben. Sie umfasst aus 52, mit Holzschnitten illustrierte Bände.
Der damalige Kaiser Wanli ließ auf Staatskosten mehrere Auflagen des erfolgreichen Werkes drucken. Auch in Japan erschienen mehrere Nachdrucke.

## Die Quellen des Bencao Gangmu
Li Shi Zhen 李時珍 zitierte seine Quellen in chronologischer Reihenfolge und kennzeichnete sie mit einem Kürzel. Zum Beispiel verwendete er für das Shennong ben cao jing 神農本草經 das Kürzel Ben Jing 本經. Im Folgenden werden die von ihm am häufigsten zitierten Quellen kurz aufgeführt. Das von Li Shi Zhen verwendete Kürzel steht am Anfang der Zeile:
- Ben Jing 本經 = Shennong ben cao jing 神農本草經. Enthielt 365 Drogen, davon 240 pflanzliche. Das von Li Shi Zhen verwendete Ben Jing war eine Ausgabe aus der späten Han-Zeit (25–221).[3]
- Wu Pu 吳普. Autor des im Jahre 225 erschienenen Drogenbuches Wu Shi Ben Cao 吳氏本草 (Wu-Arzneibuch, ca. 250). Wu Pu war ein Schüler des Arztes Hua Tuo 華佗 (141–203).[4]
- Bie Lu 别錄 = Ming Yi Bie Lu 名醫别錄. Sammlung von Rezepten berühmter Ärzte. Der Autor dieses Buches war Tao Hong Jing 陶弘景 (452–536) ein Taoist, Mathematiker, Alchemist und Arzt. Den 365 Drogen des Ben Jing fügte er 365 neue hinzu. Diese Zusätze entnahm er den Werken von Ärzten, die seit der Han-Zeit (206v.-221n.Chr.) über Drogen publiziert hatten. Das Bie Lu war das erste offizielle Arzneibuch Chinas.[5]
- Zhen Quan 甄權. Autor der Arzneibücher Ben Cao Yao Xing 本草藥性 und Ben Cao Yin Yi 本草音義. Er lebte im Zeitraum von 540–643.[6]
- Si Miao 思邈 = Sun Si Miao 孫思邈 (ca. 581–682). Taoistischer Eremit, Autor des Diätbuches Qian Jin Shi Zhi 千金食治.[7]
- Meng Xian 孟詵 = Arzt (621–713). Er schrieb im Jahre 670 das Diätbuch Shi Liao Ben Cao 食療本草.[8]
- Tang Ben 唐本 = Tang Ben Cao 唐本草 (Tang-Arzneibuch) = Xin Xiu Ben Cao 新修本草 (Neues revidiertes Arzneibuch). Es wurde im Jahre 659 von 22 Autoren zusammengestellt. Es bestand aus 53 Bänden und fügte 144 neue Drogen zum bisherigen Bestand hinzu. Damit wurden 844 Drogen beschrieben.[9]
- Li Xun 李珣 (855–930), Arzt und Poet. Autor des Buches Hai Yao Ben Cao 海藥本草, einer Studie in sechs Kapiteln über die Arzneimittel des chinesischen Südmeeres, das heißt über pharmazeutische Produkte ausländischer Herkunft. In der Zeit von 756 bis 762 legte Li Xun in Südchina eine Sammlung mit zahlreichen Drogen an, besonders solchen, die aus den Mittelmeerländern und aus Indien importiert wurden. Das Hai Yao Ben Cao ist heute verlorengegangen, es ist jedoch teilweise in einem Text der Song-Zeit (960–1279), im Zheng Lei Ben Cao 證纇本草 im Jahre 1108 abgedruckt.[10]
- Zang Qi 藏器 = Chen Zang Qi 陳藏器. Arzt, der im 8. Jh. lebte und ein spezielles Werk über ausländische Droge schrieb, das Ben Cao Shi Yi 本草拾遺 (Ergänzung des Arzneischatzes).[11]
- Zan Yin 昝殷 = Autor des Buches Shi Yi Xin Jian 食醫心鑒 (Gründliche Untersuchung über Diätbehandlung), in dem er über die Wirkung der von Taoisten benutzten Drogen und über Erfahrungen bei Hungersnöten, wo alles Essbare verwertet werden musste, berichtete. Herausgegeben im 9. Jahrhundert.[12]
- Da Ming 大明 = Da Ming Ben Cao 大明本草 = Ri Hua Zi Zhu Jia Ben Cao 日華子諸家本草. Ein im Jahre 970 herausgegebenes Arzneibuch, dessen Autor sich Ri Hua Zi 日華子 oder Da Ming 大明 nannte.[13]
- Ri Hua 日華 = Da Ming 大明.
- Kai Bao 開寳 = Kai Bao Ben Cao 開寳本草. Ein im Jahre 975 erschienenes Arzneibuch, benannt nach dem Kaiser Kai Bao (968–976). In der Song-Zeit (960–1127) wurde in China der Buchdruck mit Holzblöcken erfunden. Diese Erfindung ermöglichte eine weite Verbreitung auch der Arzneibücher. Das Kai Bao Ben Cao wurde von 9 Autoren zusammengestellt. Sie nahmen 133 neue Arzneimittel auf und veränderten die Klassifizierung.[14]
- Jia You 嘉祏 = Jia You Bu Zu Ben Cao 嘉祏補注本草. Ein durch 4 Autoren erarbeitetes, revidiertes Arzneibuch, das dem Kai bao 82 weitere Arzneimittel hinzufügte. Es wurde im Jahre 1057 herausgegeben.[15]
- Yuan Su 元素 = Zhang Yuan Su 張元素 = Autor des Arzneibuches Jie Gu Jia Zhen 潔古家珍, in dem er eine Klassifizierung der Arzneimittel unter Berücksichtigung ihrer Wirkung auf die 12 Meridiane vornahm. Er begründete ein Medizinschule, welche das Therapieprinzip Bu Tu 補土 (die Erde kräftigen) als Grundtherapie empfahl. Sein bekanntester Schüler war der Arzt Li Gao 李杲. Zhang Yuan Su stand in Opposition zu Liu Wan Su 劉完素 (1120–1200) dessen Theorie übervolle Hitze als Hauptkrankheitsursache postulierte, und der daher die häufige Verwendung von Arzneimitteln mit kühler und kalter Temperaturwirkung forderte.[16]
- Li Gao 李杲, auch Li Dongyuan (1180–1251) = Autor und einer der „Vier Herausragenden Ärzte der Jin- und der Yuan-Dynastien“.[17] Schüler des Zhang Yuan Su 張元素. Er stand in Opposition zu seinem Zeitgenossen Zhang Cong Zhen 張從正 (1156–1228), der ein Schüler des Liu Wan Su 劉完素 war. Li Gao schrieb u. a. das Buch Yong Yao Fa Xiang 用藥法象 (Regeln zum Gebrauch der Arzneimittel) in dem er die Arzneimittel nach Wirkungsrichtungen einteilte in: Sheng 升 (aufsteigend-vermehrend), Jiang 降 (absteigend-vermindernd), Fu 浮(schwimmend-oberflächlich) und Chen 沉 (sinkend-tief). Er propagierte eine Behandlung durch Diät und durch Harmonisierung des Verdauungssystems.[18]
- Hao Gu 好古 = Wang Hao Gu 王好古 (1210–1310), Schüler des Li Gao 李杲. Autor des im Jahre 1306 erschienenen Arzneibuchs Tang Ye Ben Cao 湯液本草 (Kräutertee-Arzneibuch).[19]
- Ri Yong 日用 = Ri Yong Ben Cao 日用本草 (Arzneibuch für den täglichen Gebrauch). Autor: Wu Rui 吳瑞. Veröffentlicht im Jahre 1329.[20]